# Юсов Вадим Іванович
Вадим Іванович Юсов (20 квітня 1929, Клавдіно, Ленінградська область, РРФСР, СРСР — 23 серпня 2013, Нижньогородська область, Росія) — радянський, російський кінооператор та педагог, який завоював всесвітню популярність своєю співпрацею з режисерами Андрієм Тарковським та Сергієм Бондарчуком.
Народний артист РРФСР (1979). Лауреат Ленінської (1982) і Державної (1984) премій СРСР. Призер Венеціанського кінофестивалю (1988), триразовий лауреат головної національної кінопремії «Ніка» (1991, 1992, 2004) і володар почесної премії «Золотий орел» (2013).

## Біографія
Вадим Юсов народився 20 квітня 1929 року в селищі Клавдіно Ленінградської області. 1954 року закінчив ВДІК (операторський факультет, майстерня Б. І. Волчека). З цього ж року працює на студії «Мосфільм» (у 1954 — 1957 як асистент оператора, з 1957 року — як оператор-постановник). Перша самостійна операторська робота — фільм А. А. Тарковського «Коток і скрипка».
Операторська майстерність В. І. Юсова проявилося у фільмах А. А. Тарковського («Іванове дитинство», «Соляріс», «Андрій Рубльов»), Г. Н. Данелії («Я крокую Москвою», «Не журись!», «Паспорт») та С. Ф. Бондарчука («Вони воювали за Батьківщину», «Борис Годунов»).
За операторську роботу картини «Чорний чернець» Івана Диховичного удостоєний спеціального призу Венеціанського кінофестивалю «Золота Оселла».
З 1983 року — завідувач кафедрою операторської майстерності у ВДІКу.
Член журі 37-го Каннського і 45-го Берлінського кінофестивалів.
Викладав у Літній кіноакадемії Микити Міхалкова, збирався відвідати церемонію вручення сертифікатів випускникам у місті Павлово Нижньогородської області, але напередодні йому стало зле. Помер 23 червня 2013 року.

## Стиль роботи
Юсова в операторській роботі відрізняв академічний підхід, ретельний вибір натури, світла, композиції кадру, оптичних та стабілізаційних систем. Він сам є винахідником пристосувань для зйомки та специфічних рухів камери, зокрема у фільмах А. А. Тарковського «Андрій Рубльов», «Іванове дитинство», «Соляріс». У фільмі Г. Данелії «Я крокую Москвою», знята Юсовим столиця знайшла на екрані нову пластику та мальовничість. Плани міста, зняті з верхніх точок, не спішне паноромування; метушливі перехожі на статичних планах, що поспішають повз об'єктив камери; суцільний потік автомобільних світяться фар на нічних вулицях; мокрий асфальт після дощу, додали картині неповторну атмосферу та глибину.

## Фільмографія

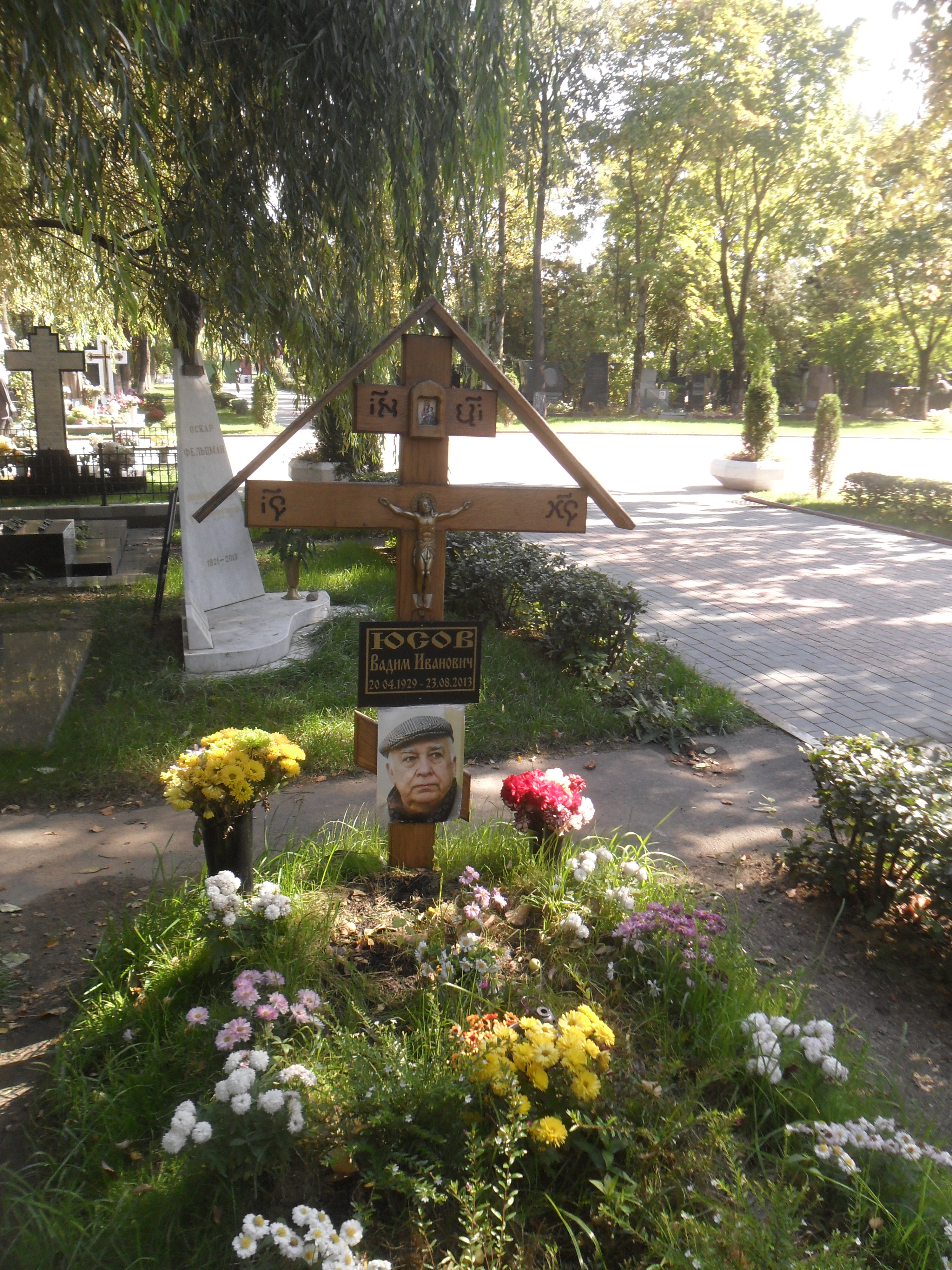
Могила В. І. Юсова на Новодівичому кладовищі Москви

1. 1954 — Небезпечні стежки (реж. О. Алексєєв, Є. Алексєєв)
2. 1955 — Стрибуха (реж. С. С. Самсонов)
3. 1956 — Звичайна людина (реж. О. А. Столбов)
4. 1958 — Сторінки розповіді (реж. Б. Н. Крижановський, М. І. Терещенко)
5. 1958 — Тривожна ніч (реж. Т. Березанцева)
6. 1959 — Лейлі та Меджнун (реж. Т. Березанцева, Г. Валамат-Заде)
7. 1960 — Коток і скрипка (реж. А. А. Тарковський)
8. 1962 — Іванове дитинство (реж. А. А. Тарковський)
9. 1963 — Я простую Москвою (реж. Г. Н. Данелія)
10. 1966 — Андрій Рубльов (реж. А. А. Тарковський)
11. 1967 — Маляр (сюжет у к/ж «Фитиль» № 63) (реж. Г. Н. Данелія)
12. 1967 — Проблема (сюжет у к/ж «Фитиль» № 64) (реж. Г. Н. Данелія)
13. 1969 — Не журись! (реж. Г. Н. Данелія)
14. 1972 — Зовсім пропащий (реж. Г. Н. Данелія)
15. 1972 — Соляріс (реж. А. А. Тарковський)
16. 1975 — Вони воювали за Батьківщину (реж. С. Ф. Бондарчук)
17. 1975 — Чисто англійське вбивство (реж. С. Й. Самсонов) — автор сценарію
18. 1978 — Юлія Вревська (реж. Н. Корабов, Болгарія)
19. 1980 — Карл Маркс. Молоді роки (реж. Л. Куліджанов)

1. 1982 — Червоні дзвони. Фільм 1. Мексика у вогні (реж. С. Ф. Бондарчук)
2. 1983 — Червоні дзвони. Фільм 2. Я бачив народження нового світу (реж. С. Ф. Бондарчук)
3. 1986 — Борис Годунов (реж. С. Ф. Бондарчук)
4. 1988 — Чорний чернець (реж. І. В. Диховічний)
5. 1990 — Будиночок на околиці (реж. Л. Куліджанов)
6. 1990 — Паспорт (реж. Г. Н. Данелія)
7. 1992 — Прорва (реж. І. В. Диховічний)
8. 1993 — Анна: від 6 до 18 (реж. Н. С. Михалков)
9. 1993 — Згадуючи Чехова (реж. Н. С. Михалков), не був завершений
10. 1996 — Свій голос (реж. О. В. Дорман)
11. 1999 — Відірвані від справжнього (реж. А. Ужице, Німеччина)
12. 1999 — Що сказав небіжчик (реж. І. Масленников)
13. 2002 — Копійка (реж. І. В. Диховічний)
14. 2002 — Гроші (реж. І. В. Диховічний)
15. 2009 — Підрядник (реж. О. В. Дорман)
16. 2010 — Апельсиновий сік (реж. Андрій Прошкін)
17. 2010 — Великий вальс (реж. В. В. Меньшов)

## Нагороди та премії
- 1964 — приз ВКФ (за фільм «Я крокую Москвою»)
- 1968 — Заслужений діяч мистецтв РРФСР
- 1977 — Державна премія РРФСР імені братів Васильєвих — за фільм «Вони билися за Батьківщину» (1975)
- 1979 — Народний артист РРФСР
- 1982 — Ленінська премія — за фільм «Карл Маркс. Молоді роки» (1980)
- 1984 — Державна премія СРСР — за фільм «Червоні дзвони» (Ф. 1-й: «Мексика у вогні»; Ф. 2-й: «Я бачив народження нового світу»)
- 1988 — приз Золота Озелла за найкращу операторську роботу на кінофестивалі у Венеції (за фільм «Чорний чернець»)
- 1991 — премія «Ніка» за найкращу операторську роботу (за фільм «Паспорт»)
- 1992 — премія CIDALC КФ французьких фільмів в Шалоні (фільм «Прорва»)
- 1992 — премія «Ніка» за найкращу операторську роботу (за фільм «Прорва»)
- 1993 — приз КФ «Сузір'я» «за видатну зйомку виконавців» (фільм «Прорва»)
- 1996 — орден «За заслуги перед Вітчизною» IV ступеня
- 2002 — спеціальний приз президента Росії «за видатний внесок у розвиток російського кіно»
- 2004 — спец. приз «Пані Удача» ім. Павла Луспекаєва «За мужність та гідність у професії» ОКФ «Кіношок» в Анапі
- 2004 — премія «Ніка» «За внесок у кінематографічні науки, критику та освіту»
- 2006 — премія кіноізобразітельного мистецтва «Білий квадрат» Гільдії кінооператорів Росії — «За внесок у операторське мистецтво»
- 2007 — премія Міжнародний кінофестиваль «Дзеркало» імені Андрія Тарковського «За видатний внесок у світове кіномистецтво»
- 2010 — орден Пошани
- 2012 — премія «За досягнення всього життя» на 20-ому Міжнародному фестивалі мистецтва кінооператорів Plus Camerimage, Бидгощ, Польща[4].
- 2013 — премія «Золотий орел» «За видатний внесок у світовий кінематограф»[5].